# Trechnites silvestris
Trechnites silvestris is een vliesvleugelig insect uit de familie Encyrtidae. De wetenschappelijke naam is voor het eerst geldig gepubliceerd in 2009 door Kazmi & Hayat.